# Ivan Oršanić
Ivan Oršanić (Županja, 2. srpnja 1904. – Buenos Aires, 7. prosinca 1968.), hrvatski ustaški političar, novinar, po zanimanju srednjoškolski profesor, poslije i dužnosnik Nezavisne Države Hrvatske. Od početka 1950. godine iz Buenos Airesa vodi Hrvatsku republikansku stranku - jednu od frakcija hrvatske političke emigracije - i sudjeluje  u uređivanju časopisa "Republika Hrvatska".
Rodio se u Županji 2. srpnja 1904. godine. U 19. godini postao je prvim tajnikom Hrvatskoga orlovskog saveza. Vjenčao se Židovkom Ivanom Berger 1925. godine. Radio je kao srednjoškolski profesor matematike i fizike u Vukovaru i (od 1929.) Zagrebu. Od 1933. piše u časopisu Hrvatska smotra. Ustaškom se pokretu službeno priključuje 1937. godine. Od 1939. bio je političkim urednikom u tjedniku  Hrvatski narod, časopisu kojega je bio glavni urednik bio književnik i budući ministar kulture u Vladi NDH Mile Budak. Za vrijeme Kraljevine Jugoslavije je bio uhićen zbog svojih političkih stavova i poslan u zatvor u Lepoglavu, a zatim u koncentracijski logor u Kruščici.
U NDH je obnašao više dužnosti. Bio je šef promidžbe (1941. god.), potom upravni zapovjednik Ustaške mladeži (1941. – 1944.) i Državni savezničar (dužnosnik koji se brinuo za odnose s radničkim sindikatima i poslodavcima) od 1944. do 1945., kada se bavio socijalnom politikom. Bio je među glavnim pobočnicima Pobočničkog zbora u Glavnom ustaškom stanu.
Krajem Drugog svjetskog rata s obitelji je pobjegao u Austriju, pa u Italiju, a 1948. u Argentinu. Ondje je 1951. osnovao  Hrvatsku republikansku stranku i pokrenuo političku reviju Republika Hrvatska, koja je predstavljala glasilo frakcije hrvatske političke emigracije koju je on predvodio. U emigraciji promišlja o prošlosti i budućnosti hrvatske nacije, uključujući njenu uključenost u šire asocijacije - o kojima su do tada već bile formirane razne ideje, od onih o komunističkom jedinstvu nakon "svjetske revolucije" kakvoga je zamišljao SSSR, preko paneuropeizma Richarda von Coudenhove-Kalergija do ideja o europskom ujedinjenju pod hegemonijom Francuske ili pak Njemačke. U tome zauzima stajalište o potrebi ostvarenja "ideje integralne slobode", tj. slobode pojedinca kao jedinke i kao pripadnika slobodnoga kolektiviteta (naroda). Godine 1965. u svojoj "Republici Hrvatskoj" piše da su se dosadašnje nadnacionalne tvorbe građene na neravnopravnosti malih naroda kršile pred prvim udarom. Stoga, piše Oršanić 1965. god., među europskim narodima "ograde treba ukidati, a ne narode i države", jer "postojanje slobodnih individua i slobodnih nacija ne uništava, nego potvrđuje čovječanstvo". Tako i Europa može biti jaka samo onda ako je "supstancijalno jaka", tj. ako bi njezini narodi "osjećali svoja legalna i etička prava osiguranima, kad bi postojale narodne države". 
Umro je u 64-oj godini, 1968. godine u Argentini.
Posmrtno mu je objavljena knjiga »Oslobođenje i sloboda« 1973. i »Vizija slobode« 1979.

## Knjige
- »U prelomu Europe«, Zagreb, 1942.
- »Oslobođenje i sloboda« (posthumno), Buenos Aires,  1973.
- [neaktivna poveznica] (postumno), Buenos Aires, 1979.
- »Vođa i pokret«, »Croatiaprojekt«, 1999. (zbirka eseja)

## Vanjske poveznice
- "Filozofska, politička i državnička misao Ivana Oršanića", predstavljanje knjige Davora Dijanovića, "Hrvatski fokus", 14. kolovoza 2024.
- Kronološka tablica časopisa "Hrvatska revija", 1951.-2000., kod "Matica hrvatska". Pristupljeno 17. ožujka 2025.